# Ritorno al mondo perduto
Ritorno al mondo perduto (Return to the Lost World) è un film del 1992 diretto da Timothy Bond e sceneggiato da Peter Welbeck. È una pellicola fantastico-avventurosa, seguito del film Il mondo perduto dello stesso anno, ispirato all'omonimo romanzo di Arthur Conan Doyle.

## Trama
(Professor George Challenger)
1914. A seguito di una sfortunata disavventura di un aeroplano schiantatosi su di un altopiano nello Zimbabwe, alcuni passeggeri si trovano intrappolati sull'altopiano stesso, tra cui il dott. Haymans, sua figlia e il compagno Gomez. Appena uscito dall'aeroplano, Haymans incontra un dinosauro; malgrado lo spavento, riesce ad accendere della dinamite che scaglia sull'animale e sul suo piccolo. L'animale adulto riesce a sopravvivere all'esplosione ma Haymans lo costringe ad allontanarsi, dopodiché i tre vengono catturati da una tribù indigena.
Una volta conosciuta la disavventura dell'aeroplano, viene promossa una spedizione di salvataggio nello sconosciuto mondo perduto dello Zimbabwe da parte il prof. George Challenger e i suoi compagni, che avevano già visitato il luogo in una precedente avventura. Malu telegrafa a Edward Malone ma quest'ultimo fraintende il messaggio, credendo che i dinosauri stiano rischiando una seconda estinzione a causa del carburante perduto dall'aereo precipitato. Anche il prof. Leo Summerlee è d'accordo di effettuare un secondo viaggio.
Summerlee e Challenger non appena rincontratisi ricominciano i loro consueti litigi, ma ben presto vengono separati da Jim. All'improvviso un'esplosione ferisce un lavoratore ai piedi dell'altopiano.
La spedizione giunge finalmente sul posto; Jim, distraendosi, quasi finisce mangiato da un banco di piranha preistorici ma Malu, nuotando nuda, riesce a salvarlo. Nel frattempo, un apatosaurus viene colpito da un'arma da fuoco e un T-Rex assale la squadra. Haymans e Gomez tentano intanto di convincere la tribù a lasciarli andare; gli indigeni si convincono però che i visitatori siano portatori di morte e che quindi debbano essere dati in sacrificio ai dinosauri carnivori. La squadra di Challenger giunge in quel momento sul posto, trovando Haymans legato.
Jim viene catturato di sorpresa dalla tribù, ma solo temporaneamente, quando sopraggiunge uno pterodattilo che li spaventa. Challenger, nel frattempo, è preoccupato per un possibile risveglio di un vulcano; nel viaggio si è portato dietro una sua invenzione, un potente esplosivo da lui denominato "Challengite". Summerlee ritiene che tutti dovrebbero evacuare dall'altopiano ma la tribù si rifiuta.
Nessuno è d'accordo nell'accompagnare Challenger nella caverna per innescare gli esplosivi. Mentre sta bruciando un ponte, Malone invita Challenger a lasciare il luogo. Gli indigeni attaccano con il fuoco mentre viene predisposta la detonazione. Stranamente, Challenger viene aiutato da Summerlee, mentre Jim e Haymans li seguono. Jim collega i fili ed è l'ultimo ad andarsene; una volta chiuso il passaggio della caverna, Challenger e Summerlee si rappacificano, discutendo su cosa possono divulgare nel mondo scientifico. Challenger, una volta giunto a casa, distruggerà la formula della Challengite.